# Anemia coriacea
Anemia coriacea là một loài dương xỉ trong họ Anemiaceae. Loài này được Griseb. mô tả khoa học đầu tiên năm 1866.